# 閻子丹
閻 子丹（えん したん、8月2日 - ）は、日本の男性声優。東京都出身。ケンユウオフィス所属。

## 来歴
慶応義塾大学薬学部、talk back卒業。

## 人物
外国語は中国語、英語。趣味は脚本執筆、映画鑑賞。特技は功夫（中国武術）、中国拳法、動画編集。

## 出演
太字はメインキャラクター。

### テレビアニメ
2021年
- TSUKIPRO THE ANIMATION 2（観客）

2022年
- BORUTO-ボルト- -NARUTO NEXT GENERATIONS-（水の国の人々）
- 殺し愛（ホームレスの男性）
- 遊☆戯☆王ゴーラッシュ!!（888万人の同胞たち、宇宙人C）
- おじゃる丸（2022年 - 2024年、カップル〈男〉、レポーター、男性客）
- チェンソーマン（子分B）

2023年
- REVENGER（副官A、唐人男性客B）
- ひろがるスカイ!プリキュア（不良、男子）
- ライザのアトリエ 〜常闇の女王と秘密の隠れ家〜（漁師A、村人A、護り手C、護り手A）
- 魔法使いの嫁 SEASON2（映画登場人物）
- アンデッドアンラック（マフィア）

2024年
- ダンダダン（アシスタントプロデューサー）
- トリリオンゲーム（中国選手）
- 凍牌〜裏レート麻雀闘牌録〜（パーカーの男）

2025年
- Übel Blatt〜ユーベルブラット〜（従者、祭司）
- るろうに剣心 -明治剣客浪漫譚- 京都動乱（町人）
- 俺だけレベルアップな件 Season 2 -Arise from the Shadow-（オペレーター）
- 勘違いの工房主〜英雄パーティの元雑用係が、実は戦闘以外がSSSランクだったというよくある話〜（Aランク剣士、騎士）
- 一瞬で治療していたのに役立たずと追放された天才治癒師、闇ヒーラーとして楽しく生きる（ユーマ）
- ドラえもん（テレビ朝日版第2期）（男性ナレーション）
- GUILTY GEAR STRIVE: DUAL RULERS（男）
- 未ル わたしのみらい（アナウンサー）
- 履いてください、鷹峰さん（男性B、電車アナウンス）
- ゲーセン少女と異文化交流（メガネ先輩）
- 神椿市建設中。（警官A）
- ウィッチウォッチ（男2）

### ゲーム
- デュエル・マスターズ プレイス（2021年、龍神メタル　暴走龍 5000GT 他）
- ドラゴンクエストX 天星の英雄たち オンライン（2022年、ゼドラ王国兵士[14]）
- 蒼き雷霆ガンヴォルト 鎖環（2022年、カミオム[15]）
- WILD HEARTS（2023年、湊の人々[16]）
- OCTOPATH TRAVELER II（2023年）
- モンスターストライク（2023年、ホノイカヅチ[17]）
- 白猫プロジェクト（2023年、範馬勇次郎プロジェクト、青年）
- Poppy Playtime Chapter3（2024年）
- ユニコーンオーバーロード（2024年、ホロニアス、傭兵（タイプF）/ NPC）

### BLCD
- お前に抱かれるなんて聞いてない!（イガラシ）

### 吹き替え

#### 映画
- 雨とあなたの物語（ヨンファン〈イム・ジュファン〉）
- 戦争のはらわたII（クリングスマン）
- 底知れぬ愛の闇
- ハンガー・ゲーム0
- 犯罪都市 PUNISHMENT（コ代表[18]）

#### ドラマ
- ギャップ・ザ・シリーズ（ビリー）
- 再婚ゲーム（ソクジン〈パク・フン〉）
- スノードロップ（イム・スホ / リ・テサン〈チョン・ヘイン〉）
- ドクター弁護士（ヒギョン）
- 飛べないアヒル-ゲームチェンジャー（AJ）
- ビッグマウス（チャ・スンテ）
- ラ・パルマ（エリック〈アムンド・ハーボー〉）

#### アニメ
- ヒーマンとマスターズ・オブ・ユニバース（バドラー）
- 天官賜福 貮（2023年、鬼、皇族の男）
- 百妖譜（2024年、客）
- この恋で鼻血を止めて（2025年、クン先輩[9]）

### オーディオブック
- 最高の結果を出すKPIマネジメント
- 最高の結果を出すKPI実践ノート

### ボイスコミック
- ジャンプチャンネル
  - 交差点珍道中（香久山さん）
  - 青眼の大和（不良）
  - 地球記録0001（真渡宗一）
  - 超能力者いのうさん（大神和久）
  - とげとげ（純緒の父）
  - ドロンドロロン（堅石署長）
  - まとはずれQ道部（光陰寺大和）
- エースこみっくチャンネル
  - 美木さん、大好きです!（綾地亮）

### その他
- 【獣神化・改】パンドラ SPECIAL MOVIE（2025年、そっくりくん）